# Vila Václavka (Smíchov)
Vila Václavka je dům na pražském Smíchově v ulici Na Václavce. Vila, podle níž se celá ulice jmenuje, byla navržena a postavena v roce 1903 ve stylu historismu (resp. neorenesance) architektem a projektantem Aloisem Kordou v těsném sousedství nad Kordovou secesní vilou Helenka. V sousední ulici U Nikolajky pak stojí třetí Kordova vila U Bednářů. Fasáda vily Václavky je bohatě zdobena sgrafitovou výzdobou s motivy odkazujícími na českou historii. Lze zde najít povídání o českém knížeti Břetislavovi I., zakladateli dynastie Přemyslovců Přemyslu Oráčovi nebo o jeho manželce kněžně Libuši.

## Historie

### Edvard rytíř Doubek mladší
V okolí dnešního (rok 2023) hřbitova na Malvazinkách se původně nacházely jen osamocené vinice a hospodářské usedlosti. Koncem 19. století se podnikatel a velkostatkář Edvard rytíř Doubek (1844–1912) rozhodl, že prodá některé ze svých pozemků nacházejících se při cestě k novému smíchovskému hřbitovu na Malvazinkách. Počátkem 20. století zakoupil od Doubka několik parcel i smíchovský rodák, restauratér a vedoucí hostince „U Schmidtů“ Jan Běloušek. Ten nechal na jednom ze svých pozemků v této oblasti postavit v roce 1903 reprezentativní třípatrovou novorenesanční vilu se zahradní restaurací.

### Bělouškovi
V tomto domě sídlila hned od počátku známá „Bělouškova zahradní restaurace na Václavce“ (za první republiky disponovala dokonce i zahradním tanečním parketem a bylo možno zde navštívit i představení ochotnického spolku) vlastněná již zmíněným Janem Bělouškem. Jan Běloušek začal původně zájezdní hostinec stavět v roce 1898, v roce 1905 nabízel už jeho hostinec dokonce i vyhlídkovou terasu pro hosty s panoramatickým pohledem na Prahu. Ve vile Václavka manželé Bělouškovi provozovali nejen svůj hostinec, ale také zde nakonec i bydleli a pořádali zde každoročně (v rozlehlé zahradě) i střelecké závody. V roce 1907 byl v prostorách restaurace založen Český střelecký svaz.
Rodině Běloušků patřilo dokonce i fotbalové mužstvo. Kromě této smíchovské restaurace na Václavce provozovali Bělouškovi továrnu na vázání knih, která se rovněž nacházela na Smíchově. Vysoké náklady na pořízení a provoz vily přinutily rodinu vzít si na dům hypotéku, ale její splácení se časem stalo takovou finanční zátěží, že nakonec museli prodat i terasovité parcely pod vilou, které k nemovitosti také původně patřily. Zavedení tramvajové linky (na počátku 20. století) k nedaleké usedlosti Santoška podpořilo lokální význam Bělouškovy zahradní restaurace. Pravidelně se zde konala ochotnická představení, taneční zábavy, ale i politické schůze.

### Restaurace
Restaurace, která byla otevřena v roce 1905, během časů měnila v objektu svoji polohu. Na počátku 20. století byla v místech přístavku s obloukovými okny (po roce 1989 zde bylo studio Pilates, nyní Svatební salón Studio AGNES) a zahradní část (Bělouškova zahradní restaurace na Václavce) byla na terasovitém svahu k Nikolajce, v 50. letech nesla název U Plačků, v pozdější druhé polovině 20. století byla hned u vchodu z ulice (v 70. letech se jí důvěrně říkalo U Hermíny) a v 21. století přemístila do suterénu. Zimní zahrada a venkovní posezení s umělým jezírkem je na severní straně objektu. Do restaurace se nevchází domem (jako dřív), ale ze spojovací cesty mezi ulicemi Na Václavce a U Nikolajky.
Restaurace,  jež přežila všechny politické režimy v Československé (České) republice, měla své stálé hosty i v dobách totalitních, kdy se zde scházeli (pravidelně každou středu a čtvrtek v týdnu) lidé, aby se zbavili chmur z ubíjející každodenní jednotvárnosti a bezvýchodnosti z tehdejší politické situace. Hospoda za vlády KSČ (od 50. let 20. století) chátrala stejně jako celý objekt vily Václavka. Restaurace zde sídlí dodnes (rok 2020) a je místem schůzek spolku Pražských Baronů.

### Po sametové revoluci
Po sametové revoluci (rok 1989) získal v roce 1994 vilu Václavka nový majitel. V roce 1994 se zde natáčela poetická celovečerní koprodukční (Česko + Francie + Německo) filmová komedie režisérky Věry Caïs s názvem Příliš hlučná samota podle knihy Příliš hlučná samota od Bohumila Hrabala, ve které ztvárnil hlavní roli francouzský divadelní a filmový herec Philippe Noiret. V roce 1996 proběhla v restauraci první vlna rekonstrukce interiérů.

## Galerie

Vila Václavka (celkové pohledy a detaily)
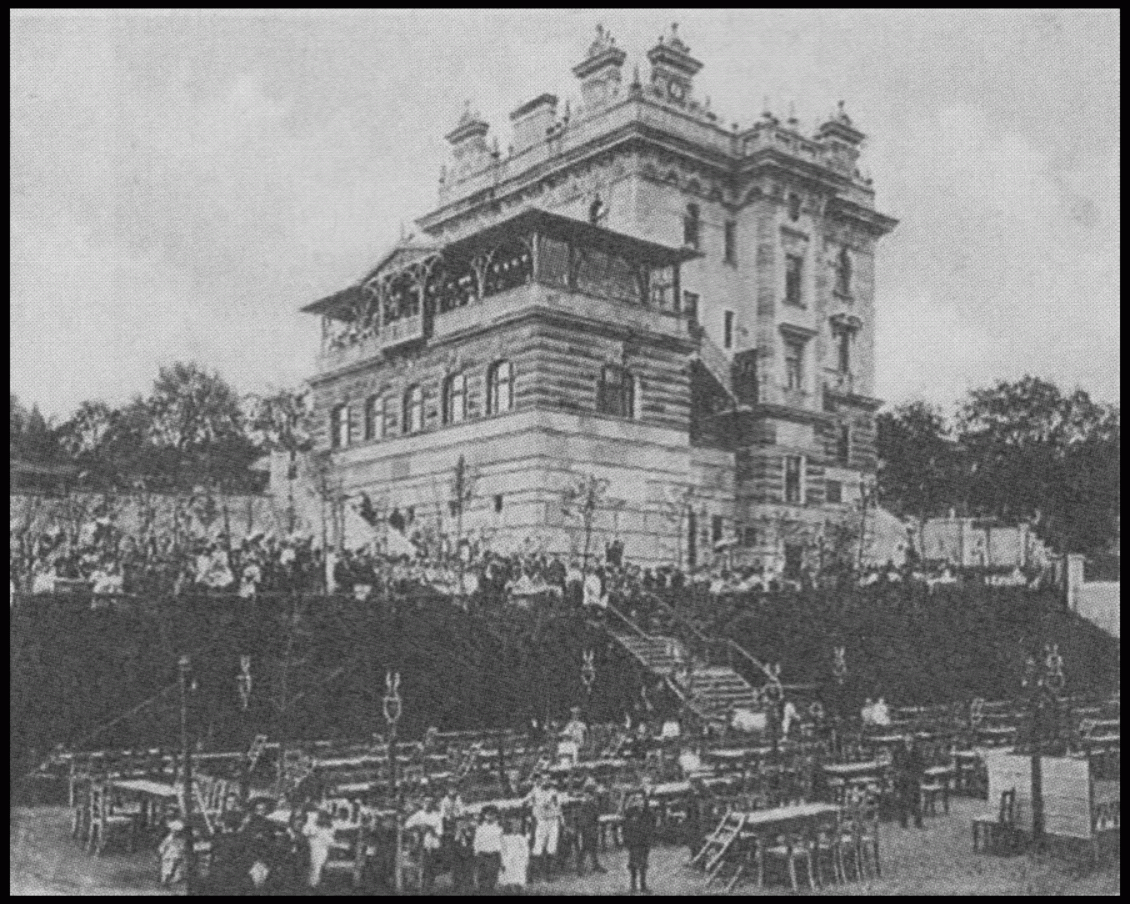
Zahradní restaurace na dobové pohlednici (1904)
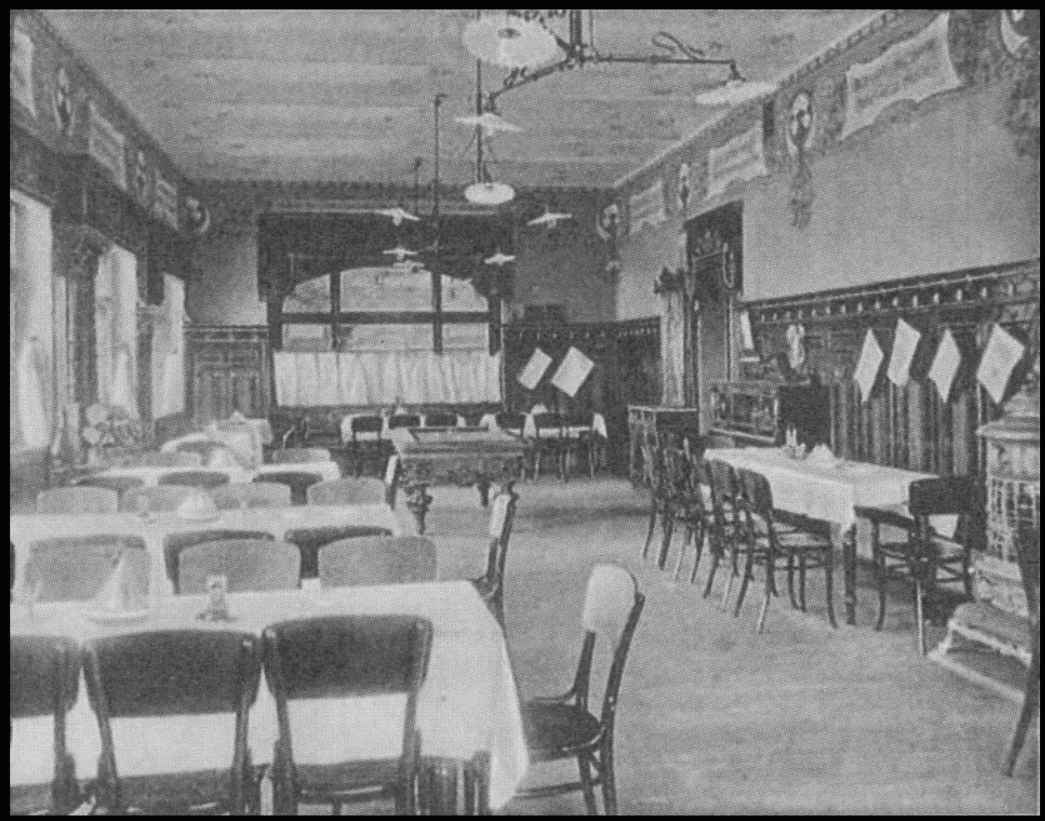
Vnitřek restaurace na dobové pohlednici (1904)
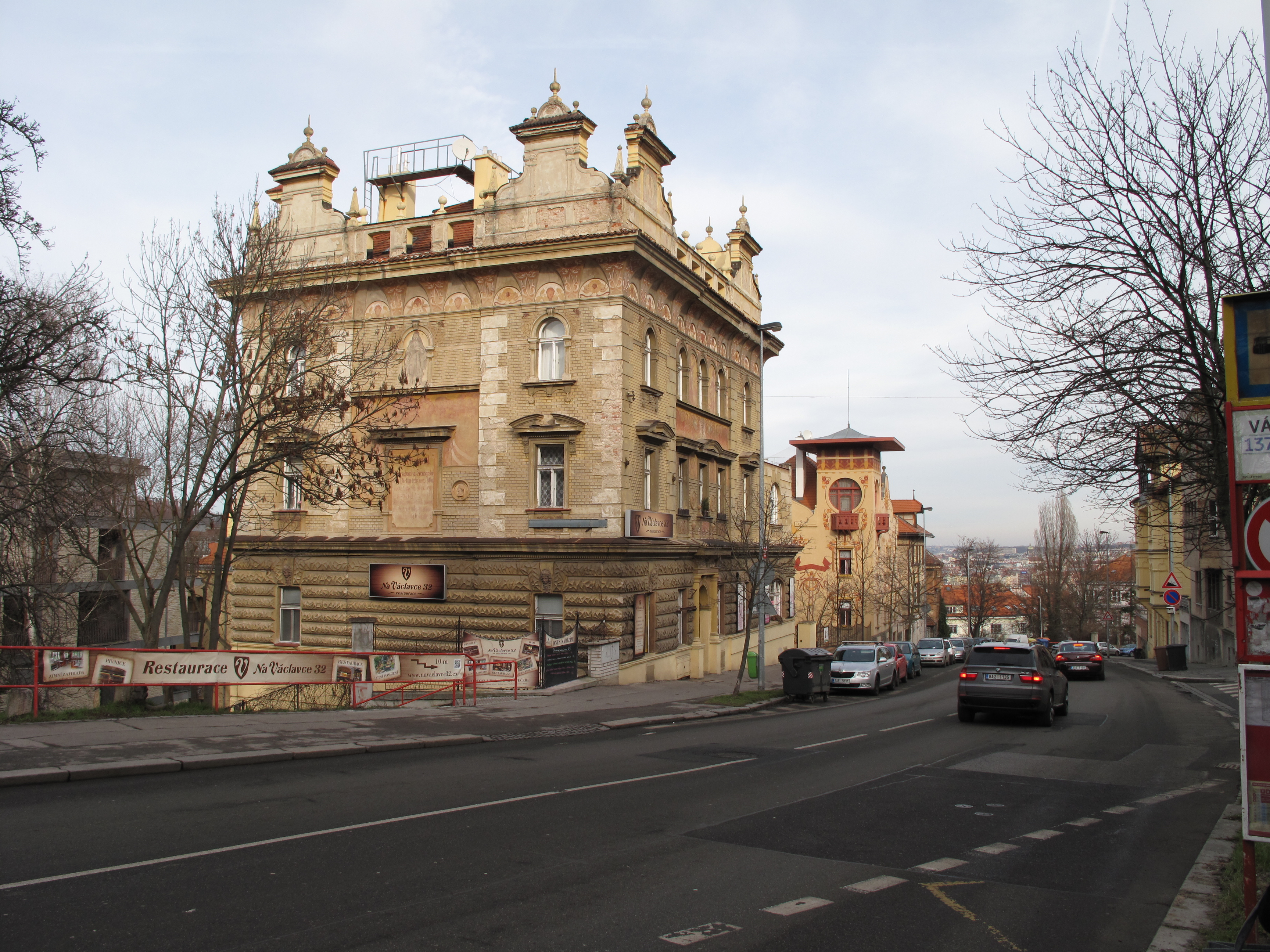
Vila Václavka, v pozadí Kordova vila Helenka
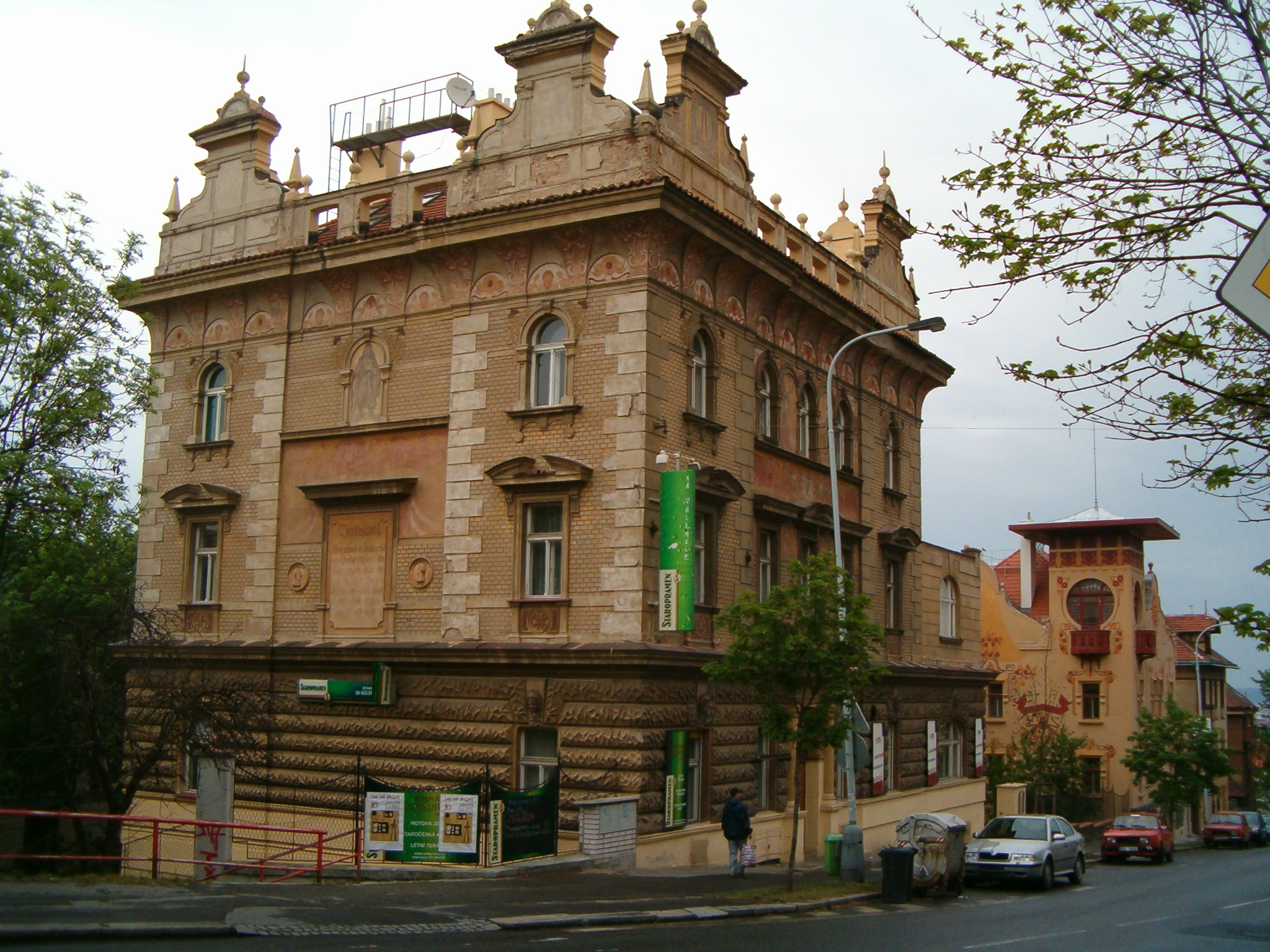
Vila Václavka, v pozadí Kordova vila Helenka
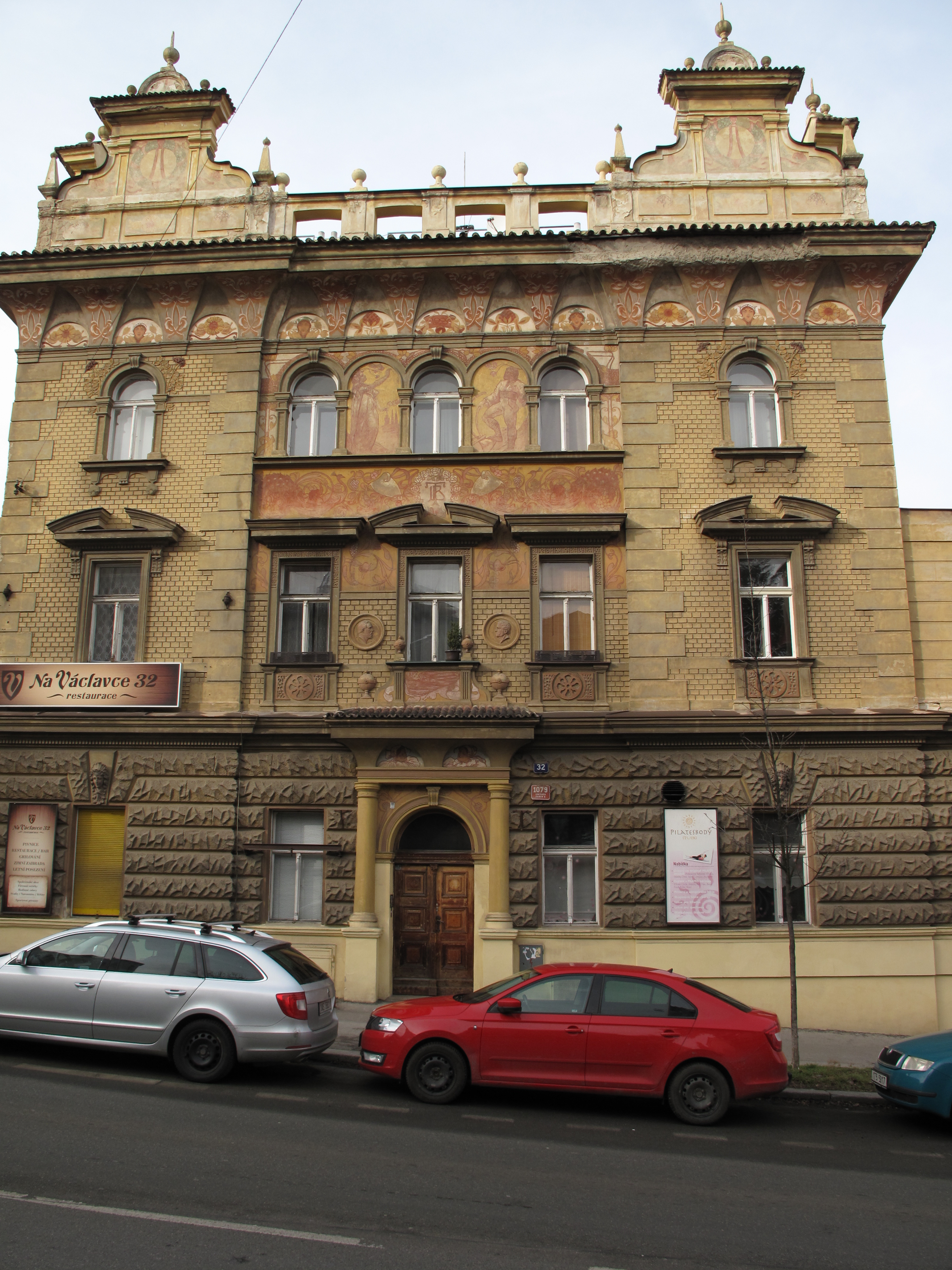
Pohled na vilu z ulice
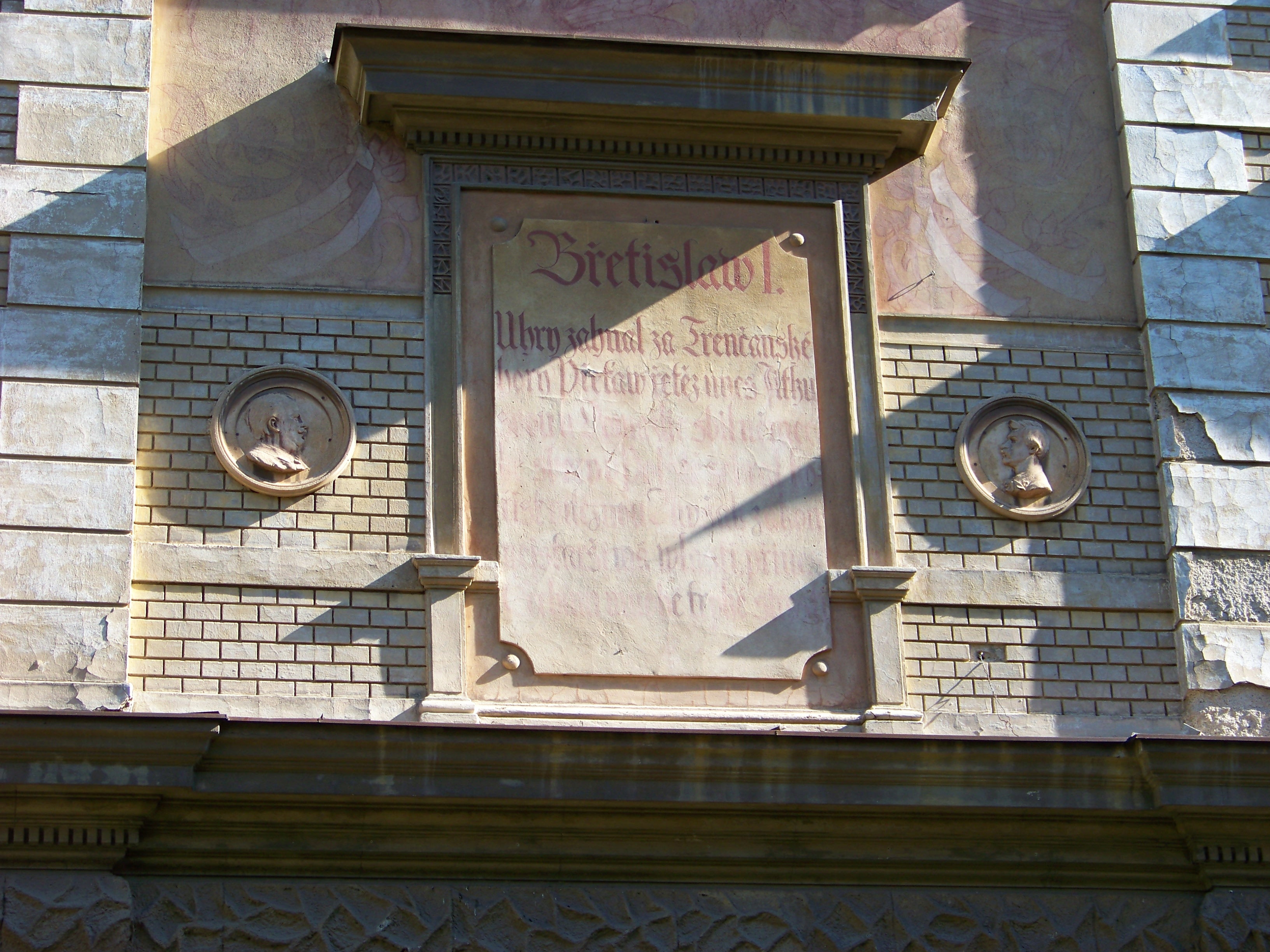
Detail nápisu „Břetislaw I“ na fasádě vily
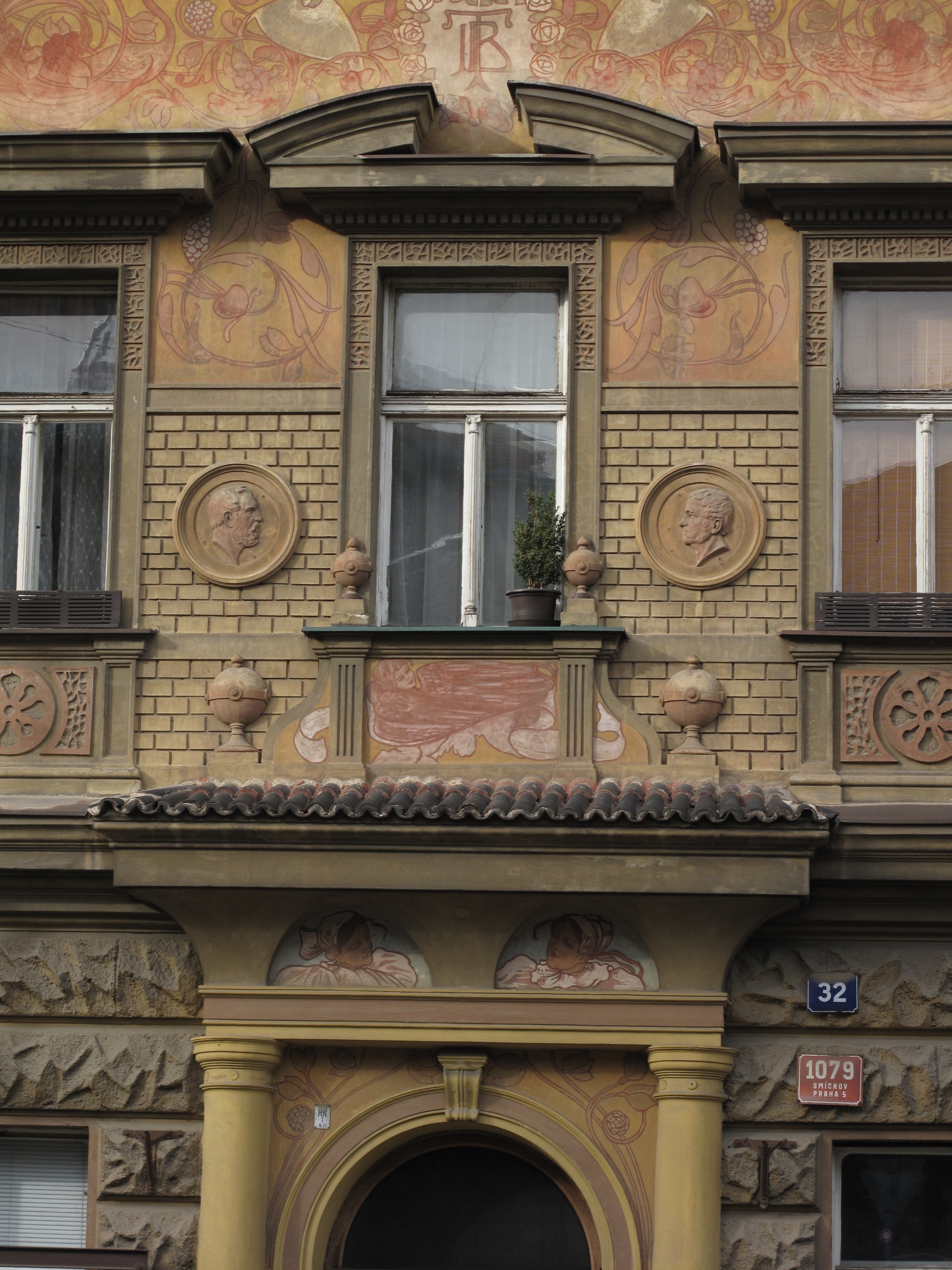
Detail fasády nad vchodem do domu
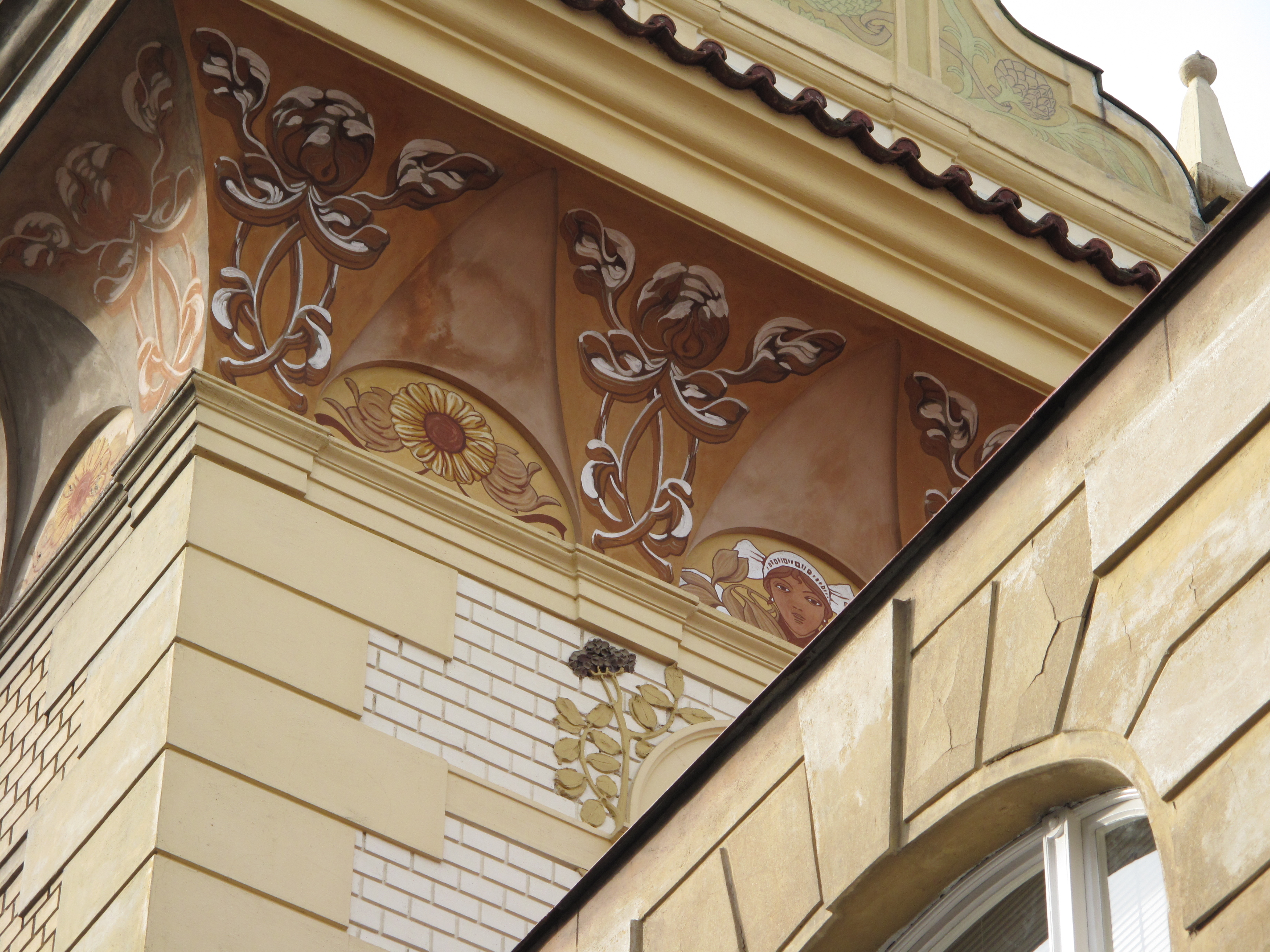
Detail ornamentů na fasádě vily pod střechou
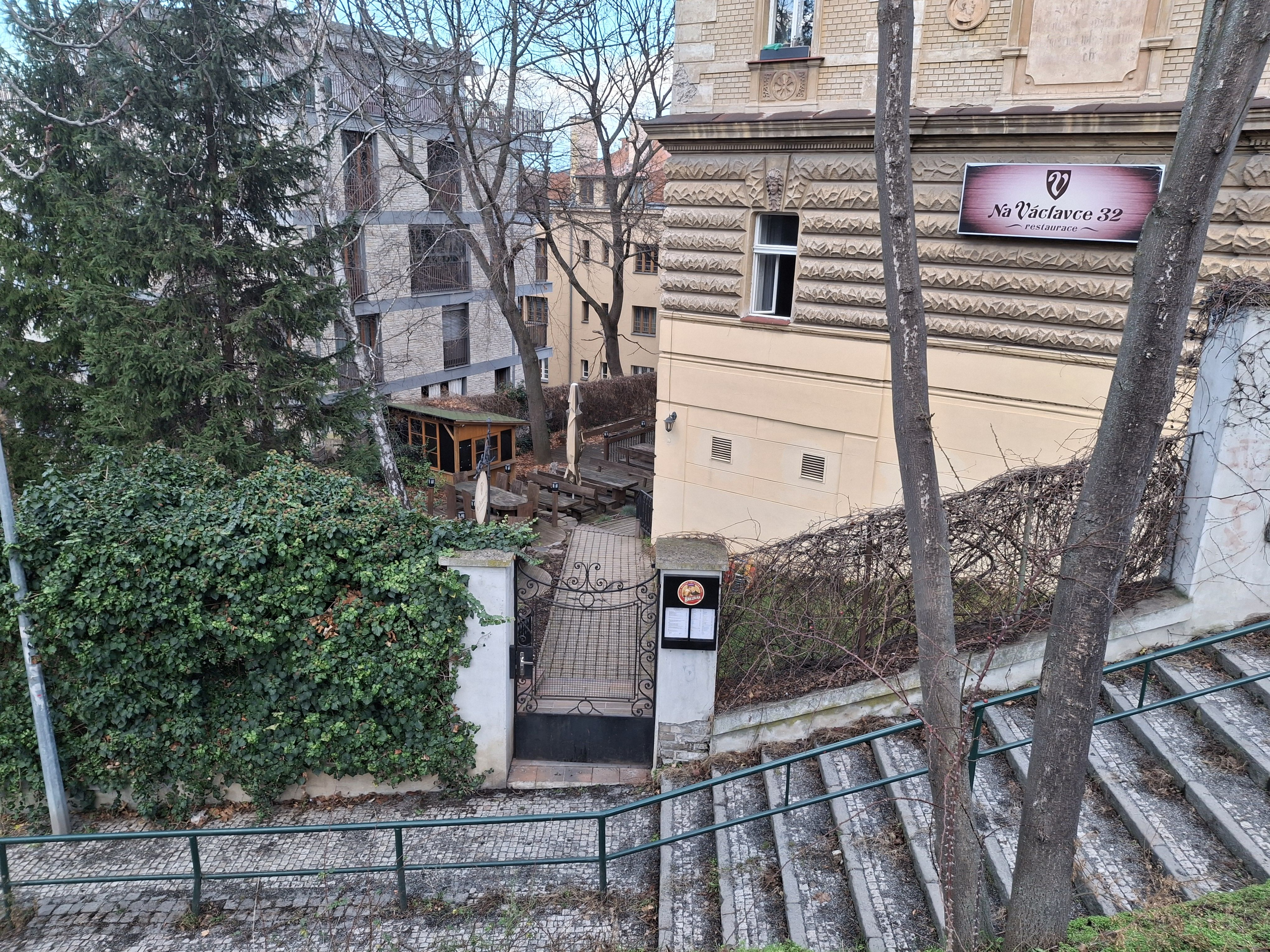
Restaurace Na Václavce 32 (vchod)